# Форум на Нерва
Форумът на Нерва (на латински: Forum Nervæ) е третият от четирите Императорски форуми в Рим, наричан също и Forum Transitorium. Строителството на този форум е започнало при император Веспасиан или Домициан, но е завършено през 98 г.при император Нерва и е наречен в негова чест.
Форумът е бил разположен между Форум на Август и Храма на Мира на император Веспасиан, откъдето идва и названието Forum Transitorium: форум — „проход“ или „пасаж“ (120 на 45 м.). Форумът също съединявал Аргилет (Argiletum, улица и жилищен район на Древен Рим) и Римски Форум.
На форума на Нерва се намирал неголям храм, посветен на Минерва, който е бил разрушен през 1606 г. по заповед на папа Павел V за строителството на фонтана Acqua Paola и капела Борджа в Санта Мария Маджоре), а също и колонна зала. До наши дни са се съхранили само 2 гранитни колони (така наречените Colonacce — Огромни колони), част от стената и релеф с изображението на Минерва. Голяма част от този форум е погребана под улицата Виа деи Фори Империали.